# Александровский сад (Елабуга)
Александровский сад — парк культуры и отдыха, расположенный в центральной части города Елабуги Республики Татарстан.

## История
В 1846 году Елабужская дума во главе с Иваном Васильевичем Шишкиным и братьями Стахеевыми — Иваном Ивановичем и Дмитрием Ивановичем — выпустила циркуляр о создании и разбивке городского парка. Своё название — «Александровский сад» — он получил в 1856 году в честь коронации императора Александра II, однако любимым местом отдыха елабужан парк не стал.
В 1866 году на Александра II в Санкт-Петербурге было совершено покушение. В неудачности попытки убийства народ усмотрел Божий промысел, а спасение императора было объявлено чудом. В память этого события елабужанами было принято решение облагородить и расширить уже имеющийся сад, используя принципы английской садово-парковой архитектуры, тем самым подарив ему второе рождение. Саженцы лиственниц для сада Стахеевы специально выписали из-за границы.
В 1962 году, в ознаменование 150-летия Отечественной войны 1812 года, на территории парка было осуществлено символическое перезахоронение останков легендарной кавалерист-девицы Надежды Дуровой, могила которой была утрачена в 1930-х годах при разорении Троицкого кладбища. Здесь был установлен бюст Дуровой работы скульптора Георгия Зяблицева (в 2004 году был с разрешения скульптора бюст был перенесён на территорию музея-усадьбы Н. А. Дуровой).
В 1980-е годы в Александровском саду появились аттракционы и карусели, фонтан и лёгкая танцплощадка. Здесь было смонтировано колесо обозрения, с которого открывался вид на «Чёртово городище» — археологический памятник на берегу реки Камы.
В 1990-е годы парк пришёл в запустение, а своё очередное возрождение пережил после празднования 1000-летия Елабуги: в 2010 году он был расчищен, на территории появился фонтан, через овраг перекинули металлический мостик-виадук, новой достопримечательностью стала купольная беседка-ротонда на колоннах.
Постановлением Кабинета Министров Республики Татарстан от 13.12.2010 № 1046 Александровский сад получил статус статус объекта культурного наследия местного значения.

## Описание

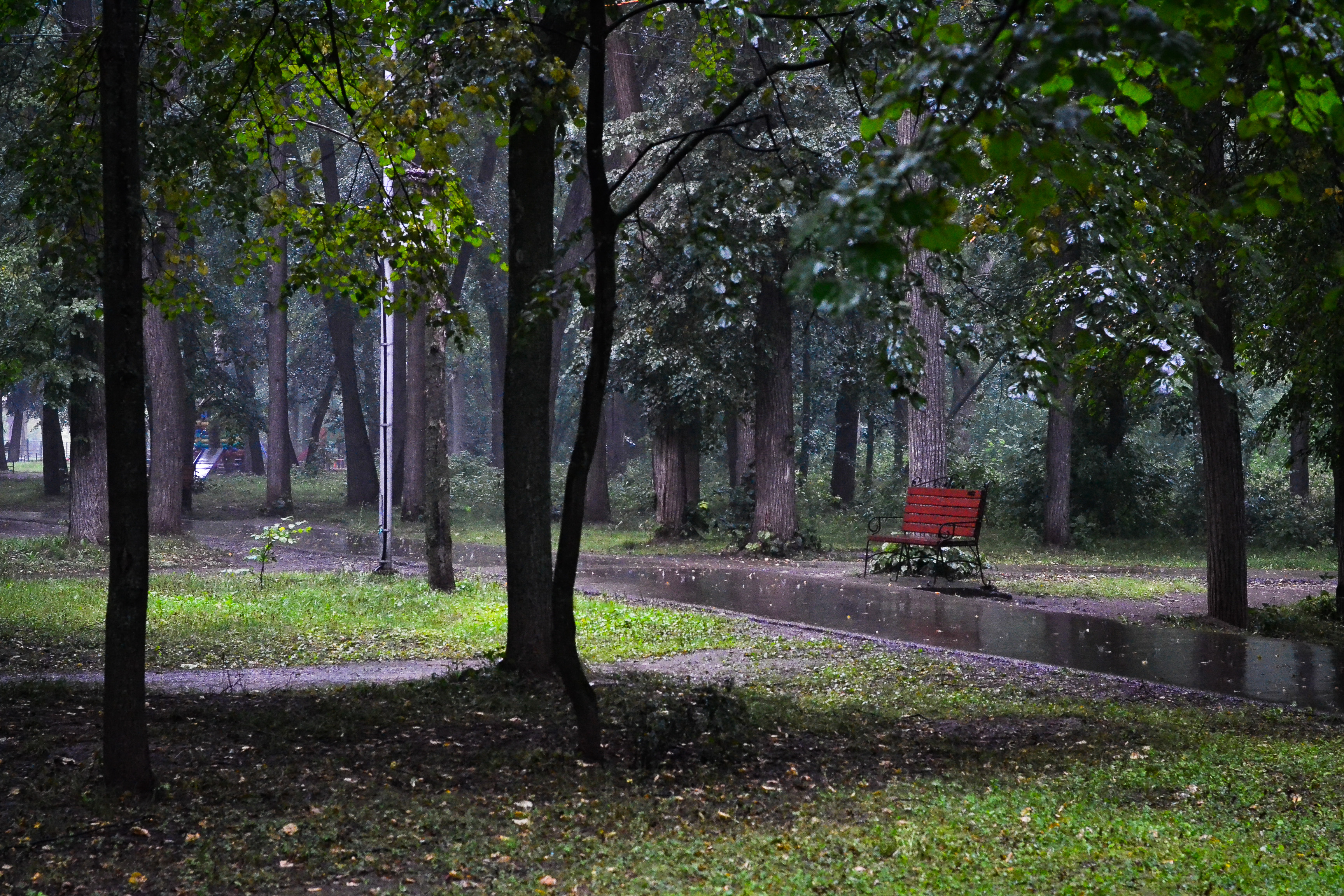

Территория Александровского сада занимает 4,5 га, его рельеф большей частью рассечён оврагами. Здесь произрастают 147 видов растительности, в том числе сохранившиеся реликтовые лиственницы на склоне оврага, у памятника И. И. Шишкину и в глубине парка.
В парке расположены аллея влюблённых, представляющая собой ряд оригинально оформленных кованых скамеек, украшенных кольцами, сердечками и цветами, и памятник бездомной собаке, помимо эстетической функции выполняющий роль «копилки» для сбора средств приютам для животных.